# Anomoeanism
Anomœanerna (anomeaner, heterousianer, aetianer eller eunomianer) var på 300-talet en kristen, ariansk sekt som menade att Jesus från Nasaret (Sonen) var av annat väsen och inte på något sätt lik Gud (Fadern). De ansåg att yttrandena från Arius, såsom han ursprungligen uttryckt dem, var korrekta, men de avvisade hans senare erkännanden; de som han bara antagit för att han skulle bli återupptagen i kyrkogemenskapen.
Ordet anomœan kommer från det grekiska ἀ(ν)- 'inte' och ὅμοιος 'lik', det vill säga "olik"; "annorlunda". På 300-talet, under Constantius II:s styre, var det vid detta namn som anhängarna av Aëtius och Eunomius urskildes som ett enskilt teologiskt parti; de avvisade inte bara konsubstantialiteten hos Jesus, utan menade även att han var av naturen skild från Guds väsen. Detta var i motsats till semiarianismens lära, som också avvisade konsubstantialiteten, men som samtidigt trodde att han var lik Fadern. Semiarianerna fördömde anomœanerna vid konciliet i Seleucia år 359, och anomœanerna fördömde i sin tur semiarianismen vid de olika koncilierna i Konstantinopel år 381 och Antiochia.
På 400-talet skrev den anomœanske presbytern Philostorgius om anomœanernas kyrkohistoria.